# Kårtyllasjöarna
Kårtyllasjöarna är två sjöar intill Dalälvens vänstra strand i Torsångs och Gustafs socknar i Dalarna:
- Övre Kårtyllasjön, sjö i Borlänge kommun, 60°27′03″N 15°34′26″Ö / 60.4508°N 15.5738°Ö (14,1 ha)
- Nedre Kårtyllasjön, sjö i Borlänge kommun och Säters kommun, 60°26′32″N 15°34′27″Ö / 60.4421°N 15.5743°Ö (27,8 ha)